# Meridiano 42 E
O meridiano 42 E é um meridiano que, partindo do Polo Norte, atravessa o Oceano Ártico, Europa, Ásia, África, Oceano Índico, Oceano Antártico, Antártida e chega ao Polo Sul. Forma um círculo máximo com o meridiano 138 W.
Começando no Polo Norte e tomando a direção Sul, o meridiano 42º Este tem os seguintes cruzamentos:
| País, território ou mar | Notas                                                                                |
| ----------------------- | ------------------------------------------------------------------------------------ |
| Oceano Ártico           |                                                                                      |
| Mar de Barents          |                                                                                      |
| Mar Branco              |                                                                                      |
| Rússia                  |                                                                                      |
| Geórgia                 | Passa na Abecásia - reconhecida pela Rússia e poucos outros países como independente |
| Turquia                 |                                                                                      |
| Síria                   |                                                                                      |
| Iraque                  |                                                                                      |
| Arábia Saudita          |                                                                                      |
| Mar Vermelho            |                                                                                      |
| Arábia Saudita          | Ilhas Farasan                                                                        |
| Mar Vermelho            |                                                                                      |
| Eritreia                |                                                                                      |
| Etiópia                 |                                                                                      |
| Djibuti                 |                                                                                      |
| Etiópia                 |                                                                                      |
| Somália                 |                                                                                      |
| Oceano Índico           |                                                                                      |
| Oceano Antártico        |                                                                                      |
| Antártida               | Terra da Rainha Maud, reivindicada pela Noruega                                      |